# Августа Амалия Баварская
Августа Амалия Людовика Баварская (нем. Auguste Amalia Ludovika von Bayern; 21 июня 1788, Страсбург — 13 мая 1851, Мюнхен) — принцесса из династии Виттельсбахов, супруга Евгения Богарне.

## Биография
Августа Амалия Людовика родилась в семье Максимилиана Пфальц-Цвейбрюкен-Биркенфельдского и его первой супруги Августы Вильгельмины Гессен-Дармштадтской (1765—1796). У супругов имелся старший сын Людвиг, позднее родились ещё трое детей: Амалия, Каролина и Карл Теодор. В возрасте 7 лет потеряла мать, а через год её отец женился вторично на Каролине Баденской.
В 1805 году был практически решён вопрос о браке Августы Амалии и Карла Людвига Баденского, который приходился младшим братом её мачехе. Однако этот проект не состоялся. Император Наполеон I выбрал Августу Амалию в невесты своему пасынку Евгению Богарне, сыну Жозефины и Александра де Богарне. Фредерик Массон писал:
… по возвращении из похода он устраивает брак Евгения де Богарне с принцессой Августой Баварской. Она была обручена с принцем Баденским, но это не важно: Наполеон сумеет, конечно, найти для него жену. Он выбирает для принца тоже одну из Богарне: Стефанию-Луизу-Адриенну де Богарне…
14 января 1806 года состоялась свадьба, а спустя два дня Наполеон усыновил Евгения, даровав ему титул принца Империи. Молодые супруги поселились в Милане, так как Евгений фактически управлял Италией, имея титул вице-короля. После свержения Наполеона по договору в Фонтенбло, заключённому в 1814 году, Евгений отказался от своих итальянских владений и получил 5 000 000 франков, которые предоставил своему тестю. Он полностью отошел от политической жизни, поселился в Мюнхене. 

14 ноября 1817 года получил от короля Максимилиана Иосифа титул принца Лейхтенбергского, княжество Эйхштадт и титул королевского высочества. В 1824 году Августа Амалия овдовела. Большую часть своего времени она проводила в замке Эйхштеттен или в Анконе и с успехом управляла очень значительным состоянием своих детей. Видевший её в Мюнхене князь И. С. Гагарин, записал в дневнике в 1834 году:
Здесь была герцогиня Лейхтенбергская, которую я увидел в первый раз, — высокая, статная, стройная женщина со смутными следами красоты на лице, но с незначительной физиономией и глуховатая.
Герцогиня Августа Амалия Лейхтенбергская скончалась 13 мая 1851 года и была похоронена в церкви Святого Михаила.

## Дети
В браке родились:
1. Жозефина Максимилиана Евгения Наполеоне (1807—1876) — с 1823 замужем за Оскаром I Бернадотом, королём Швеции и Норвегии
2. Евгения Гортензия Августа Наполеоне (1808—1847) — с 1826 замужем за Константином Гогенцоллерн-Хехинген
3. Август Шарль Эжен Наполеон (1810—1835), герцог Лейхтенбергский, герцог де Санта-Круз; жена с 1834 — Мария II, королева Португалии
4. Амелия Августа Евгения Наполеоне (1812—1873) — муж с 1829 — Педру I, император Бразилии
5. Теоделинда Луиза Евгения Августа Наполеоне (1814—1857) — с 1841 замужем за Вильгельмом фон Урах
6. Каролина Клотильда (1816)
7. Максимилиан (1817—1852), герцог Лейхтенбергский, князь Романовский; жена с 1839 — великая княжна Мария Николаевна, дочь императора Николая I Павловича.

## Награды
- Орден Святой Екатерины большого креста (1 декабря 1838[4])